# Santiago Durango
Pour les articles homonymes, voir Durango.

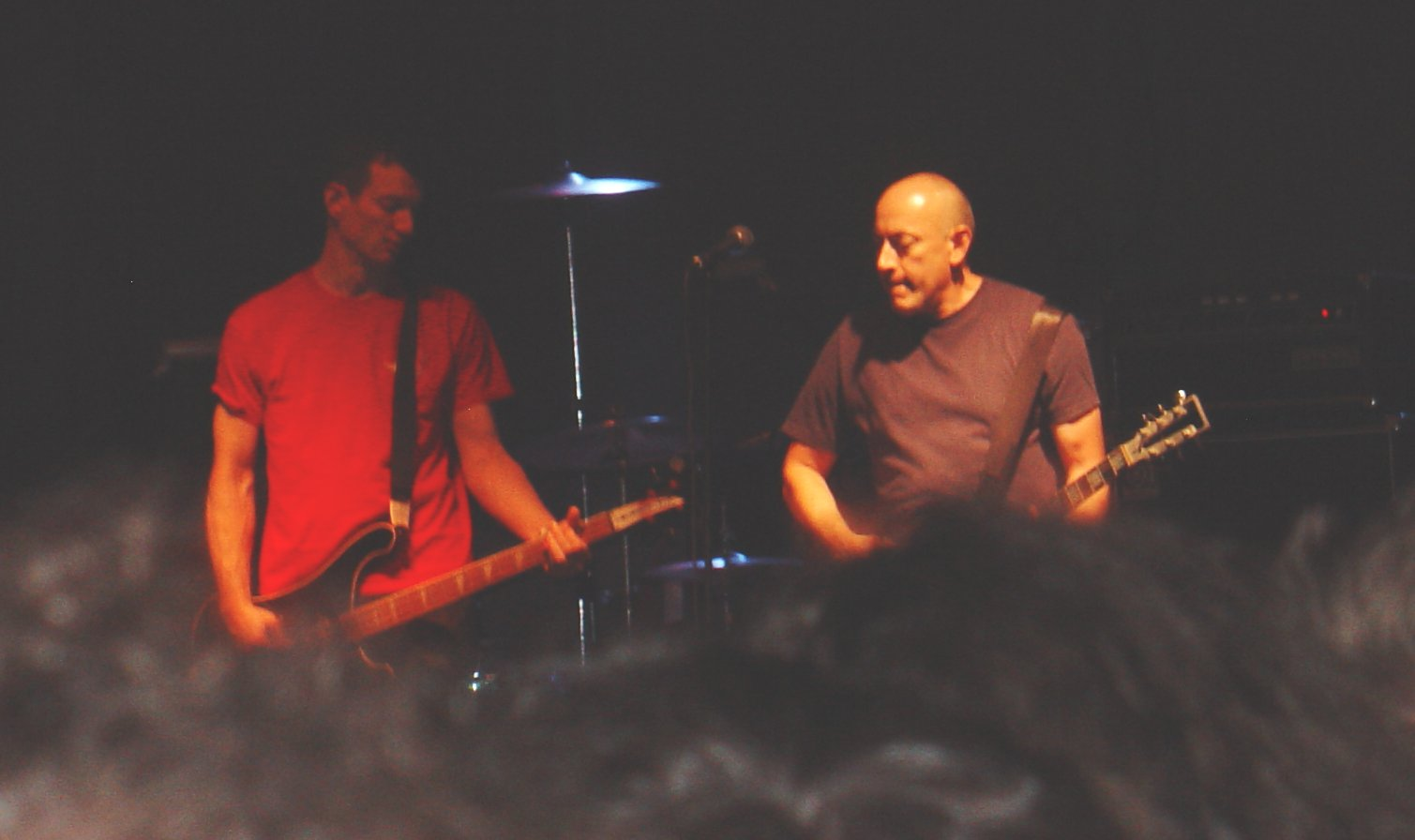
Santiago Durango

Santiago Durango, né en 1957, est un guitariste américain connu pour sa participation au groupes de rock Naked Raygun et Big Black dans les années 1980.

## Biographie
Fils d'un médecin colombien, sa famille s'installe à Chicago alors qu'il a dix ans
Diplômé à l'Université de l'Illinois à Chicago, il est l'un des membres fondateurs de Naked Raygun, groupe pionnier du punk rock de Chicago. Grand amateur de ce groupe, le jeune Steve Albini demande à Durango et au chanteur Jeff Pezzati de les rejoindre dans son nouveau groupe Big Black. Durango reste dans le groupe jusqu'à sa dissolution en 1987. Le critique musical Mark Deming le décrit comme un guitariste idéal pour le son « dur et métallique » d'Albini.
Durango suit ensuite des études de droit. Durant cette période, il forme un nouveau groupe nommé Arsenal avec le bassiste Malachi Ritscher. Le groupe sort un EP chez Touch and Go en 1988. En 1990, Durango enregistre un second EP d'Arsenal intitulé Factory Smog Is A Sign Of Progress avec son ancien partenaire de Naked Raygun Pierre Kedzy à la basse.
Il est marié à la chanteuse Cath Carroll.